# Eugenia Charles
Eugenia Charles (anglès: Mary Eugenia Charles)  (Pointe Michel, 15 de maig de 1919 - Saint-Pierre, 6 de setembre de 2005) va ser una política dominicana que va ser Primera Ministra de Dominica des del 21 de juliol de 1980 fins al 14 de juny de 1995. Va ser la primera dona advocada a Dominica, i la primera dona escollida com a Pimera Ministra. Va ser la segona primera ministra en el Carib després de Lucina da Costa, de les Antilles Neerlandeses. Va ser la primera dona a Amèrica que va ser elegida per dret propi com a cap de govern. Va ser-hi més temps que qualsevol altre primer ministre dominicà, i va ser la tercera dona Primera Ministra més longeva del món, darrere d'Indira Gandhi, de l'Índia, i Sirimavo Bandaranaike, de Sri Lanka.
També va ser definida com la "Dama de Ferro del Carib".

## Vida personal
Eugenia Charles va néixer el 15 de maig de 1919 en el poble pesquer de Pointe Michel, a Saint Luke Parish, Dominica. Era filla de John Baptiste Charles i la seva esposa Josephine (nascuda Delauney), la més jove de quatre fills. La seva família era considerada part de la "burgesia acolorida", descendents de persones lliures de color. El seu pare era un maçó que es va convertir en un ric terratinent i tenia interessos comercials en exportació-importació.
Va anar a l'Escola Secundària Convent a Roseau, Dominica, que era l'única escola secundària de nenes de l'illa, i el Convent de San José a Grenada. Després Charles es va interessar en les lleis mentre treballava en la cort del magistrat colonial. Va treballar durant molts anys com a assistent d'Alastair Forbes. Charles va anar a la Universitat de Toronto al Canadà, i va rebre el seu Bachelor of Laws el 1947. Després es va mudar al Regne Unit per assistir a la London School of Economics, on va obtenir el seu Master of Laws el 1949. Era membre de la Fraternitat d'estudiants Sigma Gamma Rho. Es va formar com a advocada en el Temple Interior i va ser Call to the bar a Londres el 1947.
Va passar el bar i va tornar a Dominica, on es va convertir en la primera advocada de l'illa. Es va especialitzar en dret de la propietat. També va treballar com a directora del Banc Cooperatiu Dominicà, establert pel seu pare, i va instituir el primer pla de préstecs estudiantils del país.
Charles mai no es va casar ni va tenir fills. El 1991 es va convertir en Dame comandant de l'Orde de l'Imperi Britànic.

## Carrera política

Charles es reuneix amb el president dels Estats Units Ronald Reagan en el Despatx Oval de la Casa Blanca sobre els esdeveniments en curs en Grenada

Charles va començar a fer campanya en política durant el decenni de 1960 contra les restriccions a la llibertat de premsa. Va escriure columnes anònimes per The Herald i The Star criticant al govern del Partit Laborista de Dominica. El 1967 es va involucrar amb els Lluitadors per la Llibertat, un grup de defensa que es va oposar a la Llei de publicacions sedicioses i indesitjables. L'octubre de 1968, el grup es va fusionar amb el Moviment Democràtic Nacional de Dominica per convertir-se en el Partit de la Llibertat de Dominica (DFP). El partit va celebrar la seva primera convenció el juny de 1969 i Charles va ser nomenada la seva líder, una posició que mantindria fins a 1995.
Charles va disputar l'escó de Roseau North a les eleccions generals de 1970, però va perdre davant Patrick John. Va ser elegida a la Cambra de l'Assemblea a les eleccions generals de 1975, representant la circumscripció de Roseau Central i es va convertir en la líder de l'oposició. Charles va ser delegada a la conferència constitucional de 1977 a Marlborough House, Londres i va donar suport activament a Dominica per obtenir la independència total del domini britànic el 1978. El 1979, va ser membre del Comitè per a la Salvació Nacional, que va crear un govern interí després de la dimissió de Patrick John.
Charles es va convertir en primera ministra quan el DFP va escombrar a les eleccions generals de 1980, la primera victòria electoral del partit. Va prendre el relleu d'Oliver Seraphin, qui havia pres el relleu només l'any anterior, quan les protestes massives havien obligat al primer ministre del país, Patrick John, a abandonar el càrrec. El seu primer mandat es va centrar en la reconstrucció de les infraestructures i la gestió de desastres, ja que l'huracà David havia assotat Dominica el 29 d'agost de 1979. També va ser ministra de Relacions Exteriors de Dominica de 1980 a 1990, Ministra de Finances de 1980 a 1995, i Presidenta de l'Organització d'Estats del Carib Oriental (OECO).
El 1981 es va enfrontar a dos intents de cops d'estat. Aquell any Frederick Newton, comandant de l'Exèrcit de Dominica, va organitzar un atac contra la caserna general de la policia a Roseau, amb la mort d'un oficial de policia. Newton i altres cinc soldats van ser declarats culpables en l'atac i condemnats a mort el 1983. Les penes dels cinc còmplices van ser posteriorment commutades a cadena perpètua, però Newton va ser executat el 1986.
El 1981, un grup de mercenaris canadencs i estatunidencs, en la seva majoria vinculats amb grups supremacistes blancs i de Ku Klux Klan, va planejar un cop d'estat per retornar al poder a l'ex Primer Ministre Patrick John. L'intent, que els conspiradors van codificar com Operació Gos Vermell, va ser frustrat per agents federals estatunidencs a Nova Orleans, Louisiana. Aviat va ser batejat com el "Bayou dels porcs", referit a la fallida invasió de Cochinos anys abans a Cuba.
Charles va ser més coneguda pel món exterior pel seu paper en el període previ a la invasió de Grenada pels Estats Units el 25 d'octubre de 1983. Arran de la detenció i execució del primer ministre de Granada, Maurice Bishop, Charles, que exercia llavors la presidència de l'Organització dels Estats del Carib Oriental, va fer una crida als Estats Units, Jamaica i Barbados perquè intervinguessin. Va aparèixer en televisió amb el president estatunidenc Ronald Reagan, secundant la invasió. El periodista Bob Woodward va informar que EUA va pagar milions de dòlars al Govern de Dominica, alguns dels quals van ser considerats per la CIA com una "recompensa" pel suport de Charles a la intervenció estatunidenca a Granada.
Va ser reelegida a les eleccions generals de 1985 i a les eleccions generals de 1990. Charles i el seu partit eren considerats conservadors segons els estàndards del Carib. Tanmateix, els observadors nord-americans consideraven que moltes de les seves polítiques eren de centre o fins i tot d'esquerres; per exemple, va donar suport a alguns programes de benestar social. Altres qüestions que eren importants per a ella eren les lleis anticorrupció i la llibertat individual. Per la seva posició intransigent sobre aquest i altres temes, va ser coneguda com la "La Dama de Ferro del Carib" (després de l'original "La Dama de Ferro", Margaret Thatcher).

## Anys posteriors i mort
Amb la disminució de la popularitat durant el seu tercer mandat, Charles es va retirar el 1995. Posteriorment, el DFP va perdre les eleccions de 1995. Després de jubilar-se, Charles es va comprometre a fer conferències als Estats Units i a l'estranger. Es va involucrar en el Centre Carter de l'antic president dels Estats Units Jimmy Carter, que promou els drets humans i observa les eleccions per fomentar la justícia.
El 30 d'agost de 2005, Charles va ingressar a un hospital de Fort-de-France, Martinica, per a una cirurgia de reemplaçament de maluc. Va morir d'una embòlia pulmonar el 6 de setembre, amb 86 anys. Va ser enterrada a Pointe Michel el 14 de setembre.